# Élections locales écossaises de 2003 à Argyll and Bute
Pour un article plus général, voir Élections locales écossaises de 2003.

Les élections locales écossaises de 2003 à Argyll and Bute se sont tenues le 1er mai 2003.

## Composition du conseil
Majorité absolue : 19 sièges
| Parti               | Sièges  |
| ------------------- | ------- |
| Indépendant         | 22 / 36 |
| Libéraux-démocrates | 8 / 36  |
| SNP                 | 3 / 36  |
| Conservateur        | 3 / 36  |